# Casa Pams

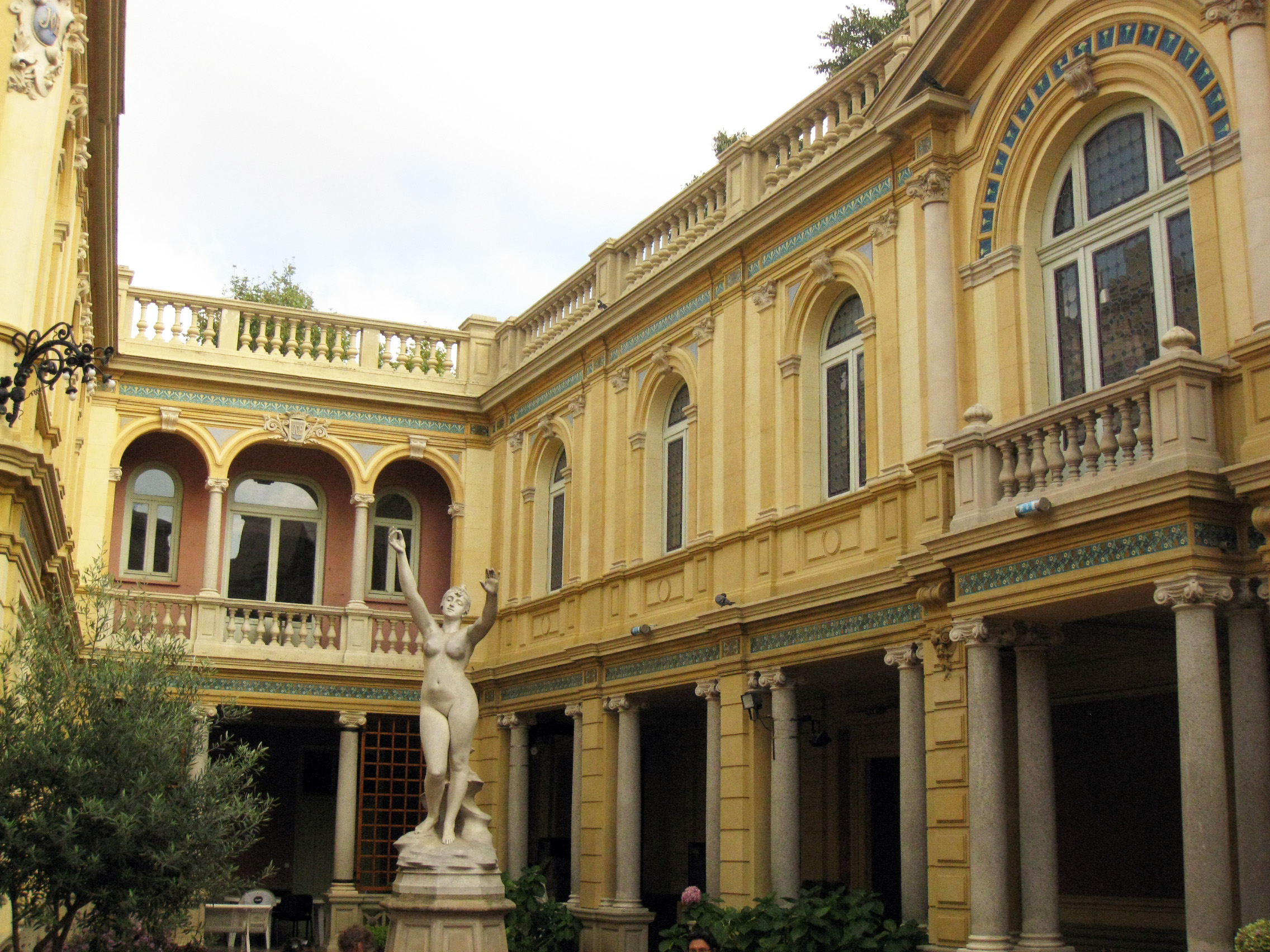
Pati de la Casa Pams

La Casa Pams és una casa senyorial de la ciutat de Perpinyà, a la comarca del Rosselló (Catalunya del Nord).
Està situada en el número 18 del carrer d'Emile Zola, antic carrer de Sant Salvador, en el barri de la Real. L'edifici està classificat com a Monument històric.

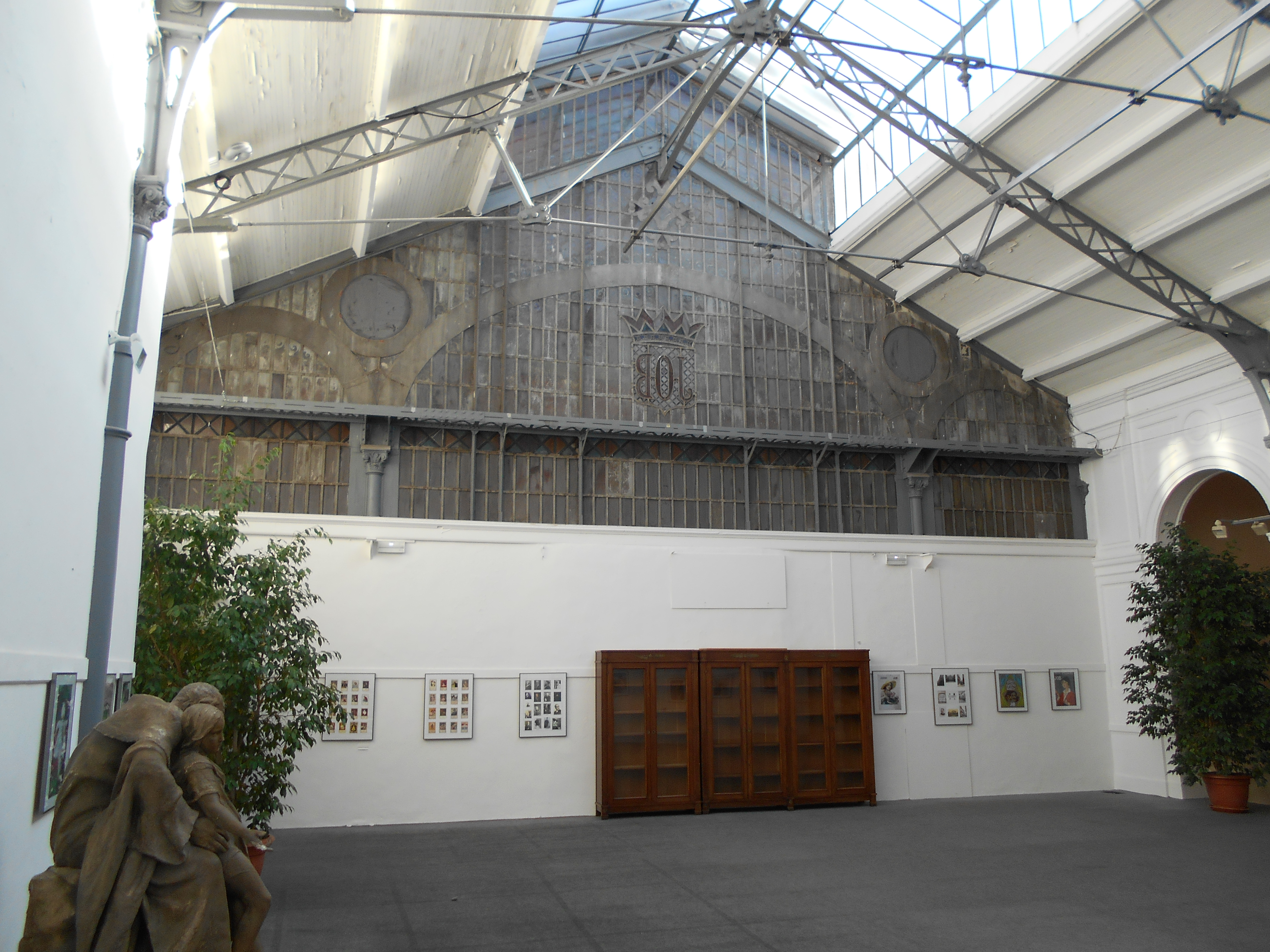
Casa Pams. Perpinyà. Fàbrica de paper de fumar JOB

Pierre Bardou, fill del fundador de l'empresa de paper per a cigarretes JOB, Jean Bardou, gràcies a la fortuna familiar comprà el 1852 aquesta casa i després, el 1872, d'altres de veïnes, i hi va bastir els primers obradors il·luminats per vidrieres.
A la seva mort, el 1892, i després de la construcció d'una nova fàbrica a l'altre costat del carrer, el seu gendre Jules Pams, polític (va arribar a ministre de la França), va transformar la casa al seu gust. Va cridar l'arquitecte Léopold Carlier (1839 - 1922), qui va remodelar l'escala monumental amb pintures de Gervais, els salons de lluïment i va unificar el pati - jardí i les noves galeries artístiques. Després de morir la seva dona Jeanne el 1916, Jules Pams es va tornar a casar dos anys després amb Marguerite Holtzer, que és qui vengué el 1946 la casa a la ciutat de Perpinyà.

## Bibliografia

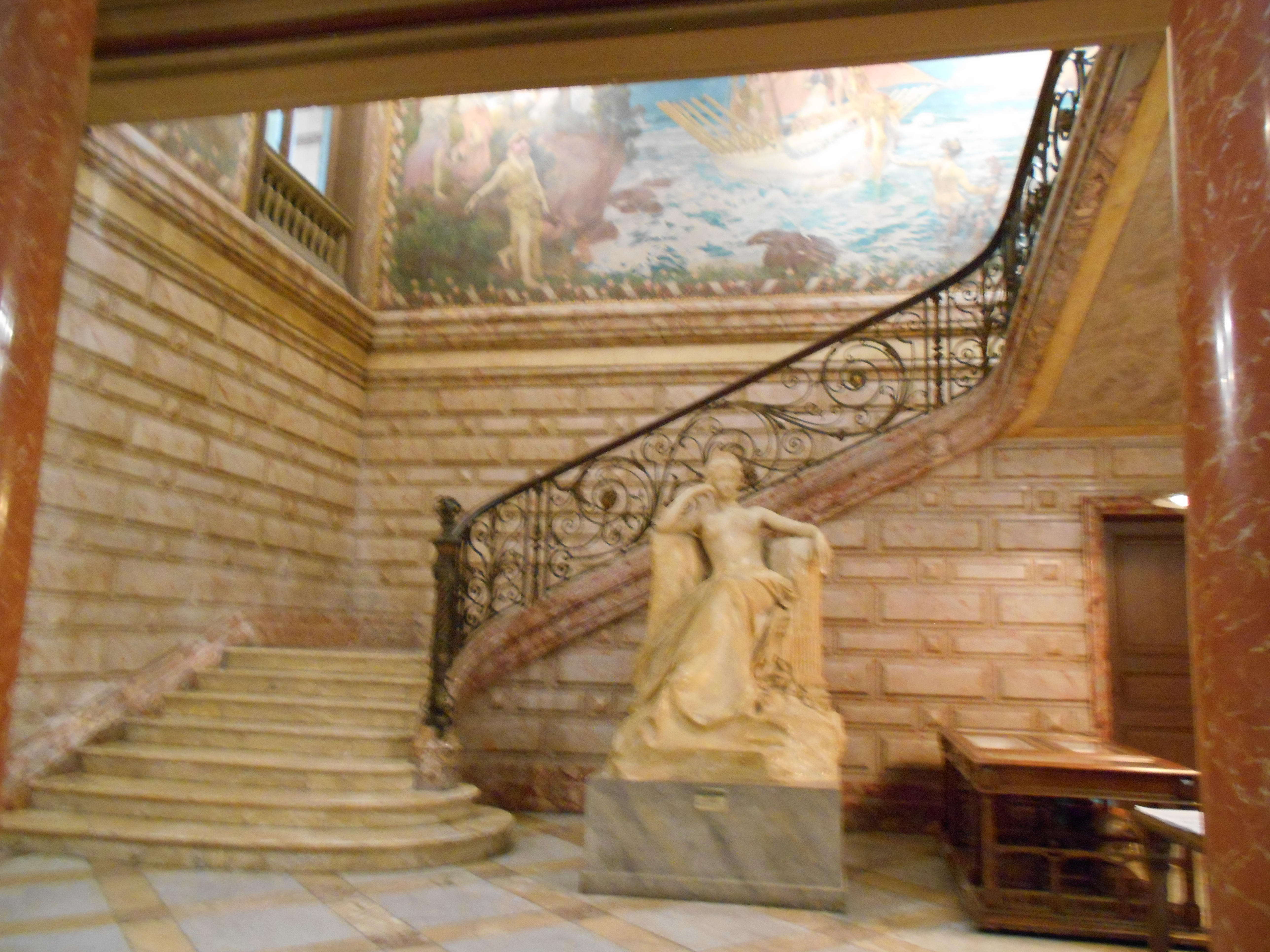
Vestíbul i escala senyorial de Casa Pams

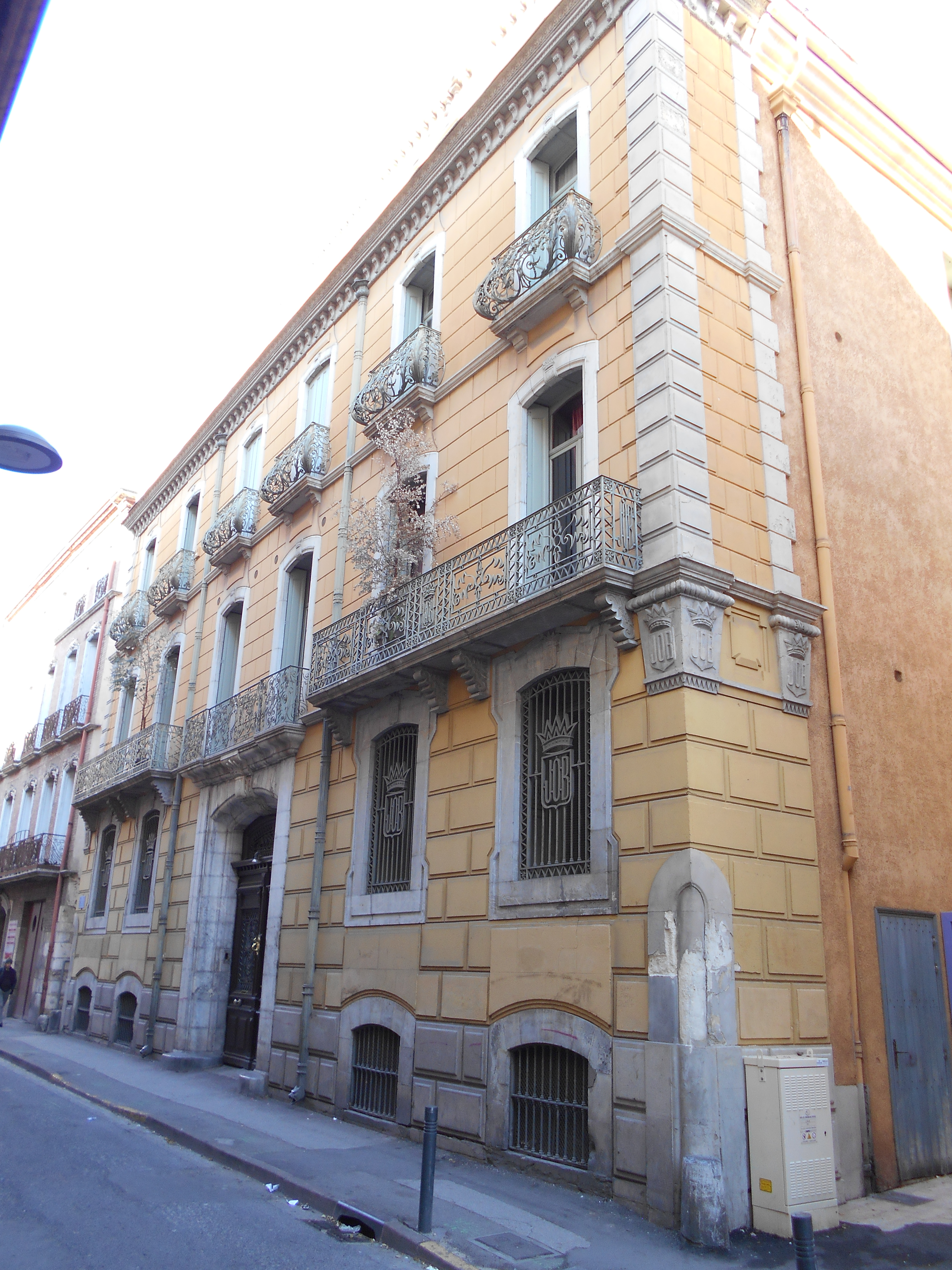
La segona fàbrica de paper de fumar JOB, davant mateix de Casa Pams